# Catalinas Plaza
Le Catalinas Plaza est un gratte-ciel du quartier du Retiro à Buenos Aires en Argentine. Il a été achevé en 1995 et possède 29 étages.